# Crkvena (Prnjavor)
Crkvena (szerbül: Црквена), település Bosznia-Hercegovinában, a Bosanska Krajina és a Bosanska Posavina közötti átmeneti területen, Prnjavor község területén, a Szerb Köztársaságban. 

## Fekvése
Bosznia-Hercegovina északi részén, Banja Lukától légvonalban 24, közúton 37 km-re északkeletre, községközpontjától légvonalban 13, közúton 19 km-re nyugatra fekvő dombvidéken, a Crkvena és Crkvenicki-patakok völgyében, valamint a környező dombokon, 250-300 méteres tengerszint feletti magasságban található. 

## Népessége
| Nemzetiségi csoport | Népesség 1991 | Népesség 2013 |
| ------------------- | ------------- | ------------- |
| Szerb               | 720           | 469           |
| Bosnyák             | 178           | 77            |
| Horvát              | 0             | 3             |
| Jugoszláv           | 0             | 0             |
| Egyéb               | 1             | 0             |
| Összesen            | 721           | 472           |

## Története
A térség 1878-ig tartozott az Oszmán Birodalomhoz, ekkor a berlini kongresszus határozata alapján az Osztrák-Magyar Monarchia része lett. 1879-ben az első osztrák-magyar népszámlálás során a Prnjavori járáshoz tartozó településnek 36 háztartása és 312 ortodox lakosa volt. 1910-ben a Prnjavori járáshoz tartozó településen 72 háztartást, 414 ortodox és 3 muszlim lakost találtak. A monarchia szétesésével 1918-ban előbb a Szerb-Horvát-Szlovén Királyság, majd 1929-től a Jugoszláv Királyság része. 1921-ben a községnek 76 háztartása és 408 lakosa volt. Az 1929-es törvény értelmében, amikor Bosznia-Hercegovinát négy banovinára, Drinskára, Vrbaskára, Zetskára és Primorskára osztották, a település a Vrbaska banovina része lett, amelynek székhelye Banja Luka volt Jugoszlávia megszállása után a Független Horvát Állam (NDH) része lett. A második világháború után a település a szocialista Jugoszláviához tartozott. A daytoni békeszerződést követő területfelosztásnál a település Prnjavor község részeként a Szerb Köztársaság területéhez került. 

## Nevezetességei
Szent Lukács evangélista tiszteletére szentelt ortodox temploma a falu temetőjében áll. Egyhajós, keletelt épület, ötszögletű apszissal és a nyugati homlokzat feletti harangtoronnyal.